# Luigi Girolamo Vittorio Napoleone Bonaparte
Luigi Girolamo Vittorio Emanuele Leopoldo Maria Napoleone Bonaparte (Bruxelles, 23 gennaio 1914 – Prangins, 3 maggio 1997) è stato un militare francese, fu il pretendente bonapartista al trono imperiale francese dal 1926 al 1997.

## Biografia

### Infanzia

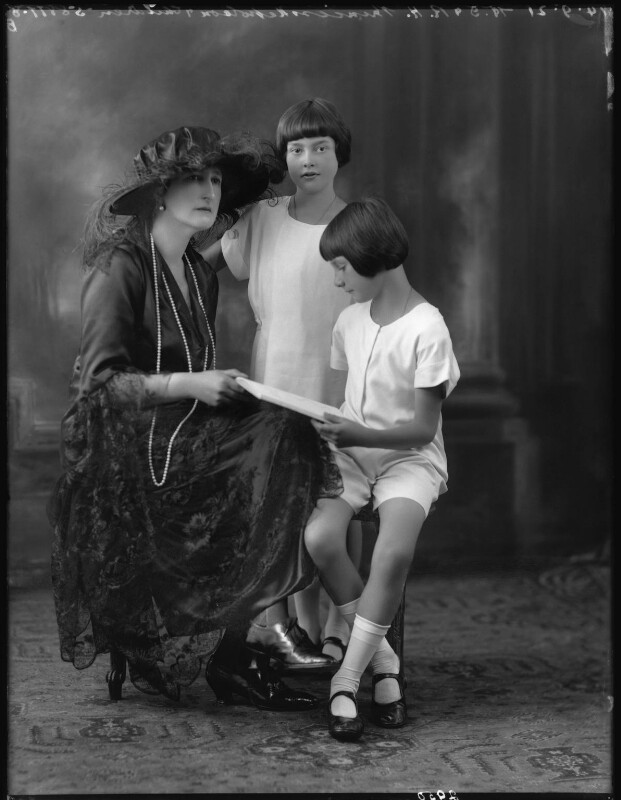
La principessa Clementina del Belgio fotografata con i figli

Nato a Bruxelles il 23 gennaio 1914 e colpito sin dalla nascita dalla legge di esilio del 1886, che vietava in principio l'accesso al territorio ai pretendenti delle famiglie che avevano regnato sulla Francia, Luigi Napoleone Bonaparte era il secondo figlio ed unico maschio di Napoleone Vittorio Bonaparte e della principessa Clementina del Belgio. Di alta statura (quasi due metri), l'erede dei Bonaparte era un ragazzo seducente, tanto che la madre manderà via varie soubrette colpevoli di aver ceduto al fascino del figlio. Passò la gioventù in Inghilterra e nel Belgio, prima di stabilirsi in Svizzera, e frequentò le università di Lovanio e di Losanna per studiare le scienze politiche, economiche e sociali.

### Vita da partigiano
Sin dalla dichiarazione della guerra, nel 1939, si arruolò nell'esercito francese e, di fronte al rifiuto del presidente del consiglio Édouard Daladier, entrò nella Legione straniera. Sotto il nome di Blanchard, combatté in Nord Africa. Congedato nel 1941, entrò in contatto con la Resistenza. Nel 1942, mentre tentava di varcare i Pirenei per raggiungere la Francia libera, venne arrestato dai Tedeschi. Incarcerato al forte di Hâ, a Bordeaux fu poi trasferito a Fresnes. Liberato grazie all'intervento della famiglia reale italiana e messo agli arresti domiciliari, raggiunse la Resistenza e servì sotto il nome di Louis Monnier nell'Organisation de résistance de l'armée (O.R.A.).
Gravemente ferito nel 1944, il generale de Gaulle lo nominò, poco dopo, cavaliere della Legion d'onore, consentendogli di rimanere in Francia a titolo ufficioso. Assunse il nome di «conte di Montfort», che manterrà fino all'abolizione della legge di esilio il 24 giugno 1950.

### Matrimonio
Seguendo i consigli di De Gaulle, che desiderava mantenere in vita le ex-famiglie reali francesi come contrappeso ad eventuali tentazioni di dittatura, il principe sposò il 16 agosto 1949 a Lignères-Bouton Alix de Foresta (1926), figlia del marchese Albéric de Foresta. La coppia ebbe quattro figli.

### Capo della casa imperiale

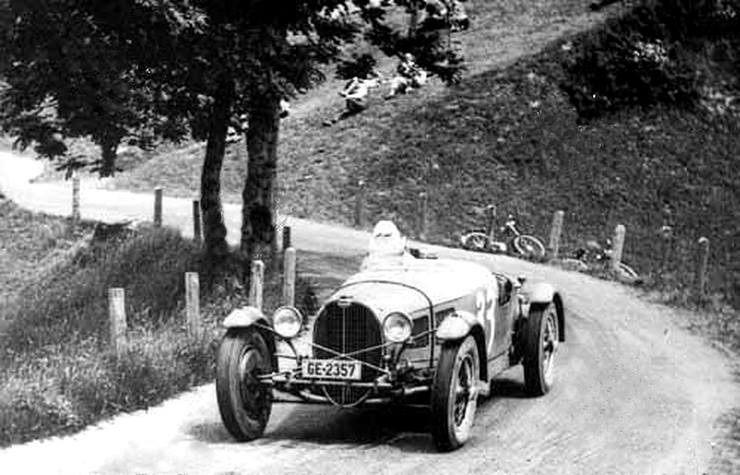
Luigi, pretendente al trono di Francia, su una Bugatti nel 1938

Grande amatore di alpinismo, di sci, di automobili e di nuoto subacqueo, Luigi Napoleone ha partecipato all'attività di società impiantate nel Sahara, in Africa equatoriale e nell'ex Congo belga. Con la moglie Alix ha curato il patrimonio napoleonico. Nel 1979 aveva donato allo Stato manoscritti, cimeli ed opere d'arte provenienti dalle successioni di Napoleone I e di Napoleone III di Francia.

### Morte
Morì sabato 3 maggio 1997 nella sua residenza di Prangins, in Svizzera, all'età di 83 anni. Era commendatore della Legion d'onore e Croce di guerra 1939 - 1945. Nel testamento designò il nipotino Giovanni Cristoforo Bonaparte (e non il figlio primogenito Carlo Napoleone Bonaparte) come nuovo pretendente bonapartista al trono imperiale francese.

## Discendenza
Luigi Napoleone Bonaparte e Alix de Foresta ebbero quattro figli:
- Carlo Napoleone (Boulogne-Billancourt, 19 ottobre 1950 – vivente), uomo politico francese, ha sposato nel 1978 Beatrice di Borbone-Due Sicilie, dalla quale ha avuto due figli (Caroline -1980- e Jean Christophe -1986-); divorziato nel 1989, ha sposato Jeanne-Françoise Valliccioni, dalla quale ha avuto una figlia e con la quale ha adottato un'altra figlia
- Caterina Elisabetta Alberica Maria (Boulogne-sur-Seine, 1950 – vivente), ha sposato nel 1974 Nicolò San Martino d'Agliè dei Marchesi di Fontanetto (nipote della regina Paola del Belgio); divorziata dal primo marito, ha sposato nel 1982 in seconde nozze Jean Dualé
- Laura Clementina Genoveffa (Parigi, 8 ottobre 1952 – vivente), ha sposato nel 1982 Jean-Claude Leconte (1948 – vivente)
- Girolamo Saverio Maria Giuseppe Vittorio (Boulogne-sur-Seine, 14 gennaio 1957 – vivente), ha sposato nel 2013 Licia Innocenti. La coppia non ha figli e vive in Svizzera, dove il principe lavora come bibliotecario presso l'Università di Ginevra.

## Ascendenza
|                             |                       |                                        | Genitori                                    |  |  | Nonni |  |  | Bisnonni                            |  |  | Trisnonni              |  |
|                             |                       |                                        |                                             |  |  |       |  |  | Girolamo Bonaparte, Re di Vestfalia |  |  | Carlo Maria Buonaparte |  |
|                             |                       |                                        |                                             |  |  |       |  |  | Girolamo Bonaparte, Re di Vestfalia |  |  | Carlo Maria Buonaparte |  |
|                             |                       | Maria Letizia Ramolino                 |                                             |  |  |       |  |  | Girolamo Bonaparte, Re di Vestfalia |  |  |                        |  |
| Giuseppe Bonaparte          |                       |                                        |                                             |  |  |       |  |  | Girolamo Bonaparte, Re di Vestfalia |  |  |                        |  |
|                             |                       | Caterina di Württemberg                | Federico I di Württemberg                   |  |  |       |  |  |                                     |  |  |                        |  |
|                             |                       | Caterina di Württemberg                | Federico I di Württemberg                   |  |  |       |  |  |                                     |  |  |                        |  |
|                             |                       | Caterina di Württemberg                | Augusta di Brunswick-Wolfenbüttel           |  |  |       |  |  |                                     |  |  |                        |  |
| Vittorio Bonaparte          |                       | Caterina di Württemberg                |                                             |  |  |       |  |  |                                     |  |  |                        |  |
|                             |                       | Vittorio Emanuele II d'Italia          | Carlo Alberto di Savoia                     |  |  |       |  |  |                                     |  |  |                        |  |
|                             |                       | Vittorio Emanuele II d'Italia          | Carlo Alberto di Savoia                     |  |  |       |  |  |                                     |  |  |                        |  |
|                             |                       | Vittorio Emanuele II d'Italia          | Maria Teresa d'Asburgo-Lorena               |  |  |       |  |  |                                     |  |  |                        |  |
| Maria Clotilde di Savoia    |                       | Vittorio Emanuele II d'Italia          |                                             |  |  |       |  |  |                                     |  |  |                        |  |
|                             |                       | Adelaide d'Asburgo-Lorena              | Giuseppe d'Asburgo-Lorena                   |  |  |       |  |  |                                     |  |  |                        |  |
|                             |                       | Adelaide d'Asburgo-Lorena              | Giuseppe d'Asburgo-Lorena                   |  |  |       |  |  |                                     |  |  |                        |  |
|                             |                       | Adelaide d'Asburgo-Lorena              | Maria Elisabetta di Savoia-Carignano        |  |  |       |  |  |                                     |  |  |                        |  |
| Luigi Bonaparte             |                       | Adelaide d'Asburgo-Lorena              |                                             |  |  |       |  |  |                                     |  |  |                        |  |
|                             | Leopoldo I del Belgio | Francesco di Sassonia-Coburgo-Saalfeld |                                             |  |  |       |  |  |                                     |  |  |                        |  |
|                             | Leopoldo I del Belgio | Francesco di Sassonia-Coburgo-Saalfeld |                                             |  |  |       |  |  |                                     |  |  |                        |  |
|                             | Leopoldo I del Belgio | Augusta di Reuss-Ebersdorf             |                                             |  |  |       |  |  |                                     |  |  |                        |  |
| Leopoldo II del Belgio      | Leopoldo I del Belgio |                                        |                                             |  |  |       |  |  |                                     |  |  |                        |  |
|                             |                       | Luisa d'Orléans                        | Luigi Filippo di Francia                    |  |  |       |  |  |                                     |  |  |                        |  |
|                             |                       | Luisa d'Orléans                        | Luigi Filippo di Francia                    |  |  |       |  |  |                                     |  |  |                        |  |
|                             |                       | Luisa d'Orléans                        | Maria Amalia di Borbone-Due Sicilie         |  |  |       |  |  |                                     |  |  |                        |  |
| Clementina del Belgio       |                       | Luisa d'Orléans                        |                                             |  |  |       |  |  |                                     |  |  |                        |  |
|                             |                       | Giuseppe d'Asburgo-Lorena              | Leopoldo II d'Asburgo-Lorena                |  |  |       |  |  |                                     |  |  |                        |  |
|                             |                       | Giuseppe d'Asburgo-Lorena              | Leopoldo II d'Asburgo-Lorena                |  |  |       |  |  |                                     |  |  |                        |  |
|                             |                       | Giuseppe d'Asburgo-Lorena              | Maria Luisa di Borbone-Spagna               |  |  |       |  |  |                                     |  |  |                        |  |
| Enrichetta d'Asburgo-Lorena |                       | Giuseppe d'Asburgo-Lorena              |                                             |  |  |       |  |  |                                     |  |  |                        |  |
|                             |                       | Maria Dorotea di Württemberg           | Ludovico Federico Alessandro di Württemberg |  |  |       |  |  |                                     |  |  |                        |  |
|                             |                       | Maria Dorotea di Württemberg           | Ludovico Federico Alessandro di Württemberg |  |  |       |  |  |                                     |  |  |                        |  |
|                             |                       | Maria Dorotea di Württemberg           | Enrichetta di Nassau-Weilburg               |  |  |       |  |  |                                     |  |  |                        |  |
|                             |                       | Maria Dorotea di Württemberg           |                                             |  |  |       |  |  |                                     |  |  |                        |  |

## Discendenza da Carlo Maria Buonaparte e Maria Letizia Ramolino
Carlo Maria Buonaparte (1746 - 1785) sposa Maria Letizia Ramolino (1750 - 1836)
```
       └──>
Giuseppe Bonaparte
 (1768 - 1844)
       └──>
Napoleone Bonaparte
 (1769 - 1821), 1º Imperatore dei 
Francesi

       └──>
Luciano Bonaparte
 (1775 - 1840)
       └──>
Elisa Bonaparte
 (1777 - 1820)
       └──>
Luigi Bonaparte
 (1778 - 1846)
       └──>
Paolina Bonaparte
 (1780 - 1825)
       └──>
Carolina Bonaparte
 (1782 - 1839)
       └──>
Girolamo Bonaparte
 (1784 - 1860) da 
Caterina di Württemberg
 (1783 - 1835):
            └──>
Matilde
 (1820 - 1904), sposò nel 1840 il principe di San Donato, Anatole Demidoff (1813 - 1870)
            └──>
Napoleone Giuseppe Carlo Paolo Bonaparte
 (1822 - 1891) sposò nel 1859 
Maria Clotilde di Savoia
 (1843– 1911)
                └──>
Maria Letizia Bonaparte
, (1866
 
– 1926), principessa, sposò nel 1888 lo zio 
Amedeo di Savoia
 (1845 - 1890)
                └──>Napoleone Luigi Giuseppe Girolamo, (1864 - 1932), principe e generale russo
                └──>
Napoleone Vittorio Bonaparte
 (1862-1926) sposò 
Clementina del Belgio
 (1872 – 1955)
                    └──>Maria Clotilde (1912 - 1996)
                    └──>
Luigi Girolamo Vittorio Napoleone Bonaparte
```